# Pařížská katedrální škola
Pařížská katedrální škola (francouzsky École cathédrale de Paris) označuje historickou katedrální školu při katedrále Notre-Dame v Paříži, kde se vyučovala převážně teologie, ale také právo, lékařství a svobodná umění. Ve 2. polovině 12. století se z této školy vyvinula Pařížská univerzita, která oficiální status od krále získala roku 1200 a postupně zcela nahradila úlohu paralelně stále existující katedrální školy. V současnosti se pod tímto názvem jedná o vysokou církevní školu založenou v roce 1984 pařížským arcibiskupstvím.

## Historie
Z nařízení Karla Velikého byly při každé katedrále zřizovány školy, kde probíhala výuka budoucích kněží a později všech studentů bez rozdílu. V Paříži pak vznikla biskupská škola při katedrále Notre-Dame. Na konci 11. století zde studovali žáci původem z mnoha zemí Evropy.
Upevnění kapetovského království s centrem v Paříži znamenalo rozvoj města a rovněž i významu zdejší katedrální školy. Na počátku 12. století se stala nejvýznamnější v tehdejší Francii.
Kolem roku 1100 filozof Vilém z Champeaux přitáhl velký počet studentů výukou dialektiky. Jeho žák Pierre Abélard jej v dialektice a filozofii překonal. Petr Lombardský působil na škole od roku 1140. Teolog a kanovník u Notre-Dame Pierre le Chantre začal vyučovat po roce 1168.
Od Třetího lateránského koncilu (1179) církev zajišťovala výuku pro kněží a chudé žáky zdarma.
Škola byla součástí komplexu biskupských budov kolem katedrály na ostrově Cité. Před rokem 1126/1127 se budovy školy nacházely v klášteru na severovýchodě, na místě dnešního presbyteria, zhruba vymezeno ulicemi Rue d'Arcole, Rue du Cloître-Notre-Dame a Seinou na nábřeží Quai aux Fleurs. Soubor budov byl spojený s kapitulou, měl několik oratoří a asi 15 domů s vlastními zahradami a příslušenstvím. Po tomto roce byly výukové prostory přemístěny na druhou stranu kostela do těsné blízkosti biskupské kurie. Výuka probíhala pod dohledem kapituly a biskup a kanovníci měli zákaz pronajímat své domy studentům. Po roce 1160, kdy pařížský biskup Maurice de Sully zahájil stavbu Notre-Dame, škola definitivně opustila klášter.
Výuka světských disciplín postupně opustila katedrální školu a velký počet studentů se odvrátil od studia teologie ke svobodným uměním. Profesoři a studenti postupně odcházeli na levý břeh, aby unikli jurisdikci kancléře Notre-Dame a přenesli školu pod jurisdikci kláštera Sainte-Geneviève.
Kolem roku 1222 se kancléř katedrální školy vzdal naděje na znovuzískání svobodných umění na levém břehu a navrácení je zpět do své pravomoci. Katedrální škola si vyhradila právo udělovat tituly v oblasti teologie, práva a medicíny a souhlasila s tím, že právo na udělení magistra svobodných věd přešlo na opatství Sainte-Geneviève.
Posléze se školy zřízených na Montagne Sainte-Geneviève v Latinské čtvrti spojily se školou teologie, která zůstala při klášteře Notre-Dame a tak vznikla Pařížská univerzita. Teologická fakulta je přímým nástupcem katedrální školy Notre-Dame.
V následujícím období byla katedrální škola zcela nahrazena Pařížskou univerzitou. V roce 1384 se kapitula Notre-Dame pokusila bez úspěchu získat právo k výuce kanonického práva.
Výuka na pařížské katedrální škole byla založena na metodě výkladu a interpretace náboženských textů pomocí čtení, diskusí, předčítání a scholastických cvičení. Škola byly proslulá především ve výuce teologie.
Z významných osobností na škole působili:
- Pierre Abélard (1079–1142), student, později vyučující
- Petr Lombardský (1100–1160), vyučující
- Petr Comestor (1110–1179), student, později vyučující, též kancléř (1168–1178)
- Hugo od Svatého Viktora (1096–1141)
- Maurice de Sully (1105/1120–1196), student, později vyučující

## Současná škola
École cathédrale de Paris je institucí pařížského arcibiskupství, kterou založil v roce 1984 kardinál Jean-Marie Lustiger jako vzdělávací diecézní centrum. Od září 2008 sídlí v Collège des Bernardins v Rue de Poissy v 5. obvodu.
Katedrální škola má statut soukromé vysoké školy a je rozdělena do následujících sekcí:
- teologická fakulta Notre-Dame, kde se vzdělávají seminaristé, kněží i laici. Vydává diplomy uznávané Vatikánem: maturant (bachelier) teologie (pět nebo šest let studia), magister (licencié) teologie (dva roky po prvním stupni) a doktor teologie (nejméně tři roky po druhém stupni)
- kurzy pro veřejnost umožňující zájemcům prohlubovat své znalosti na denních nebo večerních přednáškách
- dvouletý vzdělávací kurz pro vedoucí pracovníky farností a církevních organizací

Součástí školy je rovněž Ústav rodiny (Institut de la famille) zabývající se otázkami teologie a rodiny.